# Notte di Taranto
Con Notte di Taranto nella storiografia italiana si fa riferimento all'attacco aereo avvenuto nella notte tra l'11 ed il 12 novembre 1940 contro la flotta navale della Regia Marina dislocata nel porto di Taranto, da parte di aerosiluranti imbarcati della Royal Navy britannica. L'operazione (con nome in codice Operation Judgement) si risolse con una netta vittoria da parte della flotta britannica, che al costo di due aerosiluranti, sferrò un importante colpo materiale e morale alla flotta italiana e alla reputazione del regime fascista.

## Premessa
La base navale di Taranto, così come tutte le basi navali italiane, era bene attrezzata per la riparazione delle unità danneggiate, grazie soprattutto alla disponibilità di grandi bacini di carenaggio, e alla presenza nel suo arsenale di tutti i pezzi di ricambio per i macchinari e le armi. Tuttavia si riscontravano gravi carenze per tutto ciò che riguardava la protezione contraerea e la protezione antisiluri delle navi in porto: le batterie contraeree erano del tutto insufficienti sia come numero sia come calibro, e a ciò si aggiungeva la scarsa protezione notturna determinata dall'assenza del radar, per cui la rilevazione di eventuali aerei ostili in avvicinamento era affidata a vecchi proiettori di scarsa portata, guidati da aerofoni risalenti alla prima guerra mondiale.
Per quanto riguarda la protezione antisiluro, questa era affidata alle reti anti-siluro, anch'esse poco numerose a causa della scarsità di materie prime che affliggeva l'industria italiana: si producevano infatti 3 600 metri di rete al mese, da distribuire a tutte le basi italiane, e dei 12 800 metri commissionati per la protezione delle navi ormeggiate nel Mar Grande solo poco più della metà era giunta a destinazione e molti non erano ancora stati distesi.

## Scenario
Nell'agosto del 1940 erano entrate in servizio due nuove importanti unità della Regia Marina: le navi da battaglia Vittorio Veneto e Littorio. Con un dislocamento di 41 300 t e un armamento principale di nove cannoni da 381/50 mm, erano fra le più potenti navi da guerra dell'epoca.
Due mesi più tardi le truppe italiane attaccarono la Grecia partendo dall'Albania, occupata l'anno precedente, costringendo la Gran Bretagna ad intervenire al fianco della Grecia, sia per evitare che gli italiani finissero per controllare il mar Egeo, mettendo così in pericolo la sicurezza di Alessandria d'Egitto, sia per scoraggiare la Turchia dall'entrare nel conflitto come alleata dell'Asse. Questo comportò un aumento notevole del numero di convogli marittimi britannici in partenza dall'Egitto, già impegnati per rifornire l'isola di Malta, roccaforte britannica nel Canale di Sicilia, vicino alla quale transitavano i convogli marittimi italiani diretti in Libia. La posizione di Taranto, che insieme ai porti di Tripoli e Tobruch, consentiva alla Regia Marina di controllare il Mediterraneo centrale, destava la preoccupazione dell'ammiragliato britannico, in quanto le navi italiane, che vi facevano base, avrebbero potuto facilmente raggiungere e distruggere i convogli marittimi britannici in navigazione.

## L'operazione Judgement

Proiettore della Marina

La Royal Navy, nella persona del Comandante in Capo della Mediterranean Fleet, ammiraglio Andrew Cunningham, decise allora di allestire un'operazione per attaccare le unità navali italiane dislocate nella base di Taranto, perfezionando un piano di attacco notturno con aerosiluranti studiato già nel 1935 dall'ammiraglio Lumley Lyster, all'epoca della guerra d'Etiopia. Il piano era molto rischioso e contava prevalentemente sul fattore sorpresa, in quanto le portaerei da cui sarebbero decollati gli aerei per compiere la missione dovevano portarsi almeno a 130 miglia dalla costa italiana, con il rischio di essere scoperte dal nemico. Inoltre si doveva illuminare la rada ricorrendo al lancio di bengala, mentre gli aerosiluranti avrebbero dovuto volare a pelo d'acqua, per eludere le batterie contraeree e per evitare che i siluri affondassero nel fango del fondale basso. Pur con tutte queste precauzioni, se le navi italiane avessero steso le cortine fumogene l'azione sarebbe certamente fallita.

Nave Littorio con l'equipaggio schierato

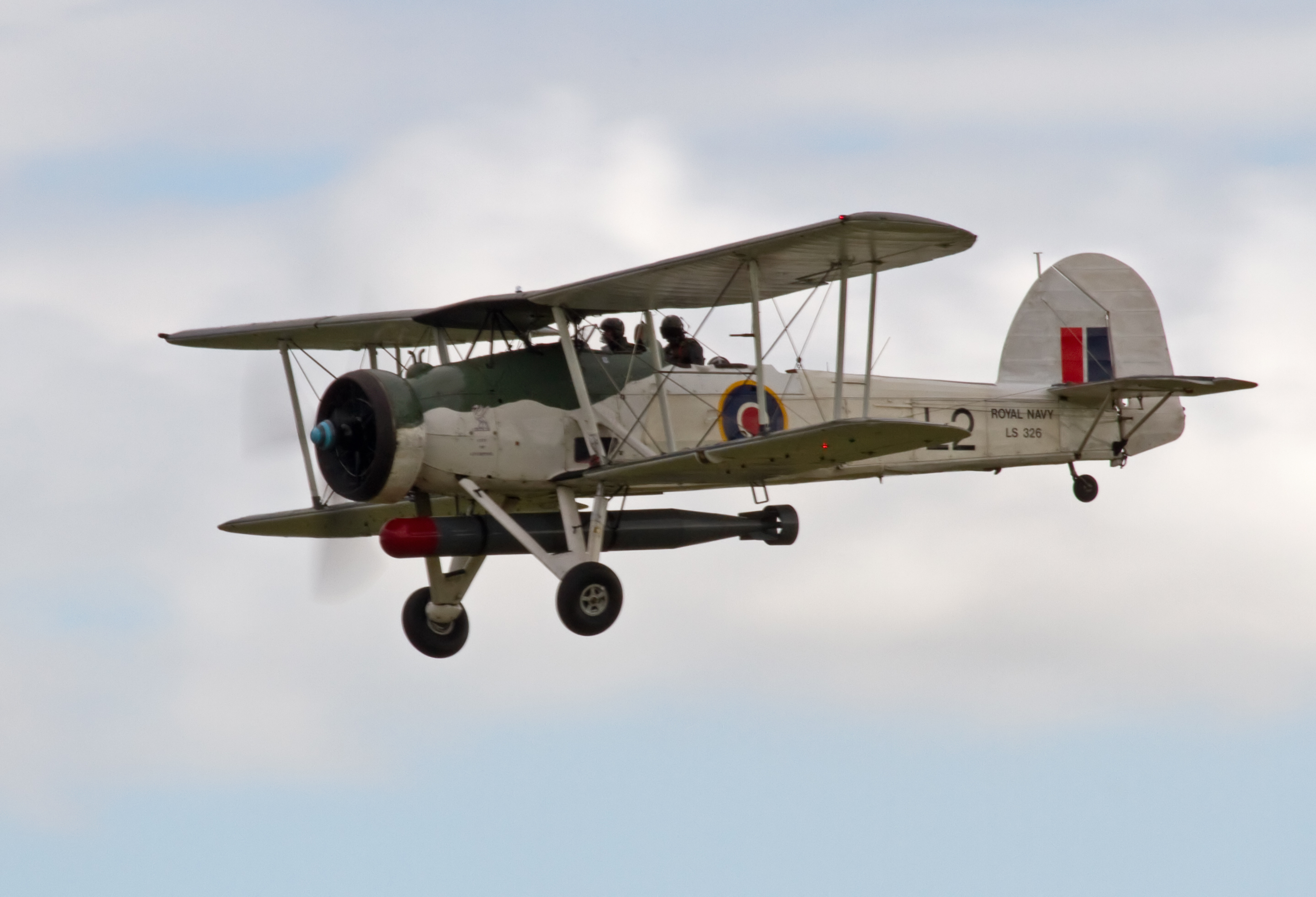
Aerosilurante Fairey Swordfish in volo

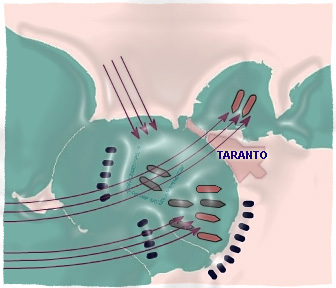
Schema di attacco degli aerosiluranti

Nave Conte di Cavour parzialmente affondata

Il pomeriggio del 6 novembre 1940, l'operazione ebbe inizio: le navi da battaglia Malaya, Ramillies, Valiant e Warspite, la portaerei Illustrious, gli incrociatori Gloucester e York e 13 cacciatorpediniere salparono da Alessandria d'Egitto diretti verso Malta, nei cui pressi stazionava la portaerei Eagle. L'8 novembre, allarmato da queste manovre nel Mar Mediterraneo, il Comando supremo della Marina italiana inviò unità cacciatorpediniere, torpediniere e sommergibili di pattuglia nel canale di Sicilia, mentre nella base di Taranto fu fatto concentrare il grosso della forza navale italiana.
Le navi britanniche raggiunsero Malta nella giornata del 10 novembre, ed il giorno seguente la portaerei Illustrious cominciò a dirigersi verso il punto prefissato per il lancio degli aerei verso Taranto. La portaerei Eagle non poté invece salpare a causa di un'avaria al motore: questo inconveniente dimezzò praticamente il numero di aerei disponibili, ma non costrinse a rinviare l'incursione.
Le ricognizioni degli aerei britannici su Taranto si protrassero fino alla sera dell'11 novembre, quando la Royal Navy apprese che nelle due rade del porto di Taranto si erano riunite le navi da battaglia Andrea Doria, Duilio, Conte di Cavour, Giulio Cesare, Littorio e Vittorio Veneto, gli incrociatori pesanti Bolzano, Fiume, Gorizia, Pola, Trento, Trieste e Zara, i due incrociatori leggeri Luigi di Savoia Duca degli Abruzzi e Giuseppe Garibaldi e vari cacciatorpediniere. Per citare un'espressione dell'ammiraglio Andrew Cunningham: «Tutti i fagiani erano nel nido».
A difesa del porto erano previsti 87 palloni di sbarramento, ma le cattive condizioni climatiche dei giorni precedenti ne avevano strappati 60 e non si erano ancora potuti rimpiazzare a causa della mancanza di idrogeno. Le unità navali erano protette da reti parasiluri, ma degli 8600 metri necessari per una difesa efficace, erano stati posati appena 4 200 metri. Queste reti erano comunque distese per soli 10 metri sotto il livello del mare, lasciando quindi uno spazio non protetto tra la rete stessa ed il fondale, mentre l'ammiraglio di squadra Inigo Campioni aveva chiesto che le reti parasiluri fossero sistemate ad una distanza dalle sue navi tale da poter salpare rapidamente, senza prima dover rimuovere le protezioni.
L'attacco alla base di Taranto era stato programmato per il 21 ottobre, in onore dell'anniversario della battaglia di Trafalgar, ma problemi tecnici a bordo dell'Illustrious posticiparono l'attacco all'11 novembre. Alle ore 20:30 dalla portaerei Illustrious cominciarono le operazioni di decollo della prima ondata di aerei diretti verso Taranto.

Nave Littorio seriamente danneggiata

Nave Duilio seriamente danneggiata

Giunti sull'obiettivo pochi minuti prima delle ore 23:00, furono accolti da un intenso fuoco di sbarramento. Due aerei cominciarono a lanciare i bengala sulla sponda orientale del Mar Grande per illuminare i profili dei bersagli, mentre 6 aerosiluranti Fairey Swordfish iniziarono a scendere a quota di siluramento. Un primo velivolo, che venne poi abbattuto, sganciò un siluro contro il Conte di Cavour, squarciandone la fiancata sinistra, altri due mirarono contro l'Andrea Doria, senza però colpirlo.
Contemporaneamente quattro aerosiluranti, armati con bombe, danneggiarono i cacciatorpediniere Libeccio e Pessagno, bombardarono i depositi di carburante e distrussero due idrovolanti.
Alle 23:15 due aerosiluranti attaccarono contemporaneamente il Littorio, colpendolo sia a dritta che a sinistra, mentre l'ultimo Swordfish sganciò inutilmente un siluro contro il Vittorio Veneto.
Alle 23:20 gli aerei della prima ondata si ritirarono, ma alle 23:30 arrivarono gli aerei della seconda ondata. Nonostante il fuoco di sbarramento, un primo Swordfish sganciò un siluro contro il Duilio colpendolo a dritta, mentre due aerosiluranti colpirono il Littorio. Un altro aereo mirò al Vittorio Veneto che anche questa volta fu risparmiato, mentre un secondo Swordfish venne abbattuto nel tentativo di attaccare il Gorizia.
Infine un ultimo attacco danneggiò seriamente l'incrociatore Trento. Gli ultimi aerei si ritirarono alle ore 0:30 del 12 novembre: l'attacco contro Taranto era terminato. In 90 minuti gli aerosiluranti della Royal Navy avevano prodotto danni ingenti, in quanto metà delle navi da battaglia italiana erano state messe fuori combattimento. Vi furono 58 morti, 32 dei quali sul Littorio, e 581 feriti, sei navi da guerra danneggiate (3 corazzate, il Cavour in maniera tanto grave che non riprese più servizio, 1 incrociatore e 2 cacciatorpediniere), e diversi danni alle installazioni terrestri. Laconico, per ovvie ragioni di natura militare, il bollettino di guerra del Comando Supremo nº 158 del 12 novembre 1940:
(Bollettino di guerra del Comando Supremo nº 158 del 12 novembre 1940)
L'esito dell'incursione dimostrò quanto fosse sbagliata la convinzione secondo cui gli aerosiluranti non avrebbero potuto colpire le navi all'interno delle basi, a causa dei bassi fondali, e segnò un punto di svolta nelle strategie della guerra sul mare affidando all'aviazione imbarcata, e quindi alle portaerei, un ruolo fondamentale nelle future battaglie. A Taranto si recò anche l'addetto militare presso l'ambasciata giapponese a Roma, con l'incarico di raccogliere maggiori informazioni sul raid.
Chi sembrò non aver appieno compreso la portata dell'evento fu Mussolini; infatti il 12 novembre Ciano annotò nel suo diario: "Giornata nera. Gli inglesi hanno attaccato la flotta alla fonda, a Taranto, e hanno colato a picco la Cavour e gravemente danneggiato la Littorio e la Duilio. Per molti mesi saranno fuori combattimento. Credevo di trovare il Duce abbattuto. Invece ha incassato bene il colpo e quasi sembra, in questi primi momenti, non averne valutata tutta la gravità".
Il Corriere della Sera annunciò in prima pagina: "Strage di apparecchi nemici durante un'incursione a Taranto". Ma poiché, evidentemente, la verità circolava, pochi giorni dopo, il 18 novembre, Mussolini affermò durante un discorso: "Effettivamente tre navi sono state colpite, ma nessuna di esse è stata affondata. È falso, dico falso, che due altre navi da guerra siano state affondate o colpite, o comunque anche leggermente danneggiate".

## L'incursione nello stretto di Otranto e il bombardamento a Durazzo
Contemporaneamente all'attacco di Taranto, la sera dell'11 novembre, intorno alle ore 18:00, alcuni incrociatori e cacciatorpediniere inglesi si distaccarono dalla flotta principale per dirigersi verso il canale d'Otranto, onde intercettare il traffico italiano verso l'Albania.
La formazione britannica, costituita dagli incrociatori leggeri Orion, Ajax, Sydney con la scorta dei cacciatorpediniere della classe Tribal Nubian e Mohawk, intercettò un convoglio diretto a Valona, costituito dai piroscafi Antonio Locatelli, Premuda, Capo Vado e Catalani, scortati dalla vecchia torpediniera Fabrizi e dall'incrociatore ausiliario RAMB III.
L'azione ebbe luogo alle ore 01:05 del 12 novembre, quando la formazione inglese, dopo aver localizzato il convoglio italiano, affondò tutti i piroscafi nonostante la difesa offerta della torpediniera Fabrizi che, pur gravemente danneggiata, affrontò le navi nemiche. Mentre l'incrociatore ausiliario RAMB III, dopo un iniziale scambio d'artiglieria, si dileguò salvandosi nel porto di Brindisi. Nello scontro 36 marinai italiani persero la vita, 42 vennero feriti, mentre 140 marinai vennero salvati dalle torpediniere Curtatone e Solferino. Il comandante della torpediniera Fabrizi, tenente di vascello Giovanni Barbini, fu decorato con la medaglia d'oro al valor militare.
Altro bombardamento britannico avvenne a Durazzo, in Albania, dove vennero colpiti impianti e depositi dell'Agip.

## Conseguenze
(Ammiraglio Andrew Cunningham)
Dopo l'attacco la flotta di base a Taranto venne spostata nel porto di Napoli. La messa fuori combattimento di tre delle sei corazzate in servizio fu un colpo durissimo per la Regia Marina e rappresentò un momento decisivo della guerra nel Mediterraneo poiché, stando a quanto riportava una relazione di Supermarina del 30 dicembre 1940, dopo Taranto "è venuto meno uno dei postulati strategici fondamentali su cui poteva fondarsi la nostra condotta delle operazioni: affrontare cioè con una superiorità di forza l'una o l'altra delle due frazioni della Mediterranean fleet". Gli scacchi subiti a Taranto, nel canale di Otranto, a Durazzo, e l'intensificazione dei bombardamenti britannici sulle forze italiane nei Balcani compromisero ulteriormente la battaglia del Mediterraneo e la campagna di Grecia, dove gli italiani iniziarono a ritirarsi verso l'Albania. Questo il commento annotato da Galeazzo Ciano nel suo diario il 12 novembre:
Credevo trovare il Duce abbattuto. Invece ha incassato bene il colpo e quasi sembra, in questi primi momenti, non averne valutata tutta la gravità. Quando Badoglio venne l'ultima volta a vedermi a P. Chigi, disse che, attaccando la Grecia, avremmo subito dovuto spostare la flotta, non più sicura. E perché non si è fatto ciò, dopo
quindici giorni dall'inizio delle operazioni ed in fase di
plenilunio? Anche a Durazzo, il bombardamento inglese ha fatto
danni gravi: l'Agip brucia. Fortunatamente il porto è intatto. È indispensabile preservarlo dalle offese perché
è l'unica via d'accesso all'Albania... ma la difesa antiaerea è scarsa e gli attacchi inglesi saranno certamente intensificati.»
E questo, del giorno successivo ma simile nel tono, del diplomatico Luca Pietromarchi:

## Ordine di Battaglia

### Royal Navy
- HMS Illustrious - portaerei
- HMS Berwick - incrociatore pesante Classe County
- HMS York - incrociatore pesante Classe County
- HMS Gloucester - incrociatore leggero Classe Town
- HMS Glasgow - incrociatore leggero Classe Town
- HMS Hyperion - cacciatorpediniere
- HMS Ilex - cacciatorpediniere
- HMS Hasty - cacciatorpediniere
- HMS Havelock - cacciatorpediniere

### Regia Marina
- Conte di Cavour - nave da battaglia Classe Conte di Cavour
- Duilio - nave da battaglia Classe Duilio
- Andrea Doria - nave da battaglia Classe Duilio
- Littorio - nave da battaglia Classe Littorio
- Vittorio Veneto - nave da battaglia Classe Littorio
- Zara - incrociatori pesante Classe Zara
- Fiume - incrociatori pesante Classe Zara
- Gorizia - incrociatori pesante Classe Zara
- Pola - incrociatori pesante Classe Zara
- Bolzano - incrociatore pesante Classe Bolzano
- Trento - incrociatore pesante Classe Trento
- Trieste - incrociatore pesante Classe Trento
- Duca degli Abruzzi - incrociatore leggero Duca degli Abruzzi
- Giuseppe Garibaldi - incrociatore leggero Classe Duca degli Abruzzi
- Alfredo Oriani - cacciatorpediniere Classe Alfredo Oriani
- Vittorio Alfieri - cacciatorpediniere Classe Alfredo Oriani
- Giosuè Carducci - cacciatorpediniere Classe Alfredo Oriani
- Vincenzo Gioberti - cacciatorpediniere Classe Alfredo Oriani
- Lampo - cacciatorpediniere Classe Folgore
- Baleno - cacciatorpediniere Classe Folgore
- Lampo - cacciatorpediniere Classe Folgore
- Libeccio - cacciatorpediniere Classe Maestrale